# Earl of Orford
Earl of Orford war ein erblicher britischer Adelstitel, der je einmal in der Peerage of England, der Peerage of Great Britain und der Peerage of the United Kingdom verliehen wurde.

## Verleihungen
Der Titel wurde erstmals am 7. Mai 1697 in der Peerage of England der Titel Earl of Orford, in the County of Suffolk, für den Politiker und Admiral of the Fleet Edward Russell geschaffen. Zusammen mit dem Earlstitel wurden ihm die nachgeordneten Titel Viscount Barfleur und Baron Shingay, of Shingay in the County of Cambridge, verliehen. Die Baronie Shingay wurde mit dem besonderen Zusatz verliehen, dass sie in Ermangelung eigener männlicher Nachkommen auch an seinen Neffen Edward Cheek († 1707), Gutsherr von Pirgo in Essex, und dessen männliche Nachkommen vererbbar sei. Da der Earl kinderlos blieb und seinen kinderlosen Neffen überlebte, erloschen alle drei Adelstitel mit seinem Tod am 26. November 1727.
In zweiter Verleihung wurde der Titel am 6. Februar 1742 in der Peerage of Great Britain für den Politiker Sir Robert Walpole geschaffen, anlässlich seines Ausscheidens aus dem Amt des Premierministers. Zusammen mit dem Earlstitel wurden ihm die nachgeordneten Titel Viscount Walpole und Baron Walpole, of Houghton in the County of Norfolk, verliehen. Sein Sohn, der spätere 2. Earl, war bereits am 1. Juni 1723 in der Peerage of Great Britain zum Baron Walpole, of Walpole in the County of Norfolk, erhoben worden, mit dem besonderen Zusatz, dass der Titel in Ermangelung eigener männlicher Nachkommen auch an seine Brüder, seinen Vater und dessen Brüder, sowie deren männliche Nachkommen vererbbar sei. Dessen Sohn, der 3. Earl, erbte 1781 von seiner Mutter auch den 1299 in der Peerage of England geschaffenen Titel 16. Baron Clinton, blieb aber kinderlos, sodass diese Baronie bei seinem Tod, 1791, in weiblicher Linie an seinen Cousin dritten Grades Robert Trefusis (1764–1797) fiel, während das Earldom und die übrigen Titel an seinen Onkel väterlicherseits Hon. Horace Walpole als 4. Earl fielen. Bei dessen kinderlosem Tod am 2. März 1797 erloschen das Earldom und die beiden anderen 1742 geschaffenen Titel. Die Baronie Walpole von 1723 fiel an dessen Cousin Horatio Walpole, 2. Baron Walpole (of Wolterton) als 4. Baron Walpole (of Walpole). Dieser hatte bereits 1757 von seinem Vater den diesem am 4. Juni 1756 in der Peerage of Great Britain verliehenen Titel Baron Walpole, of Wolterton in the County of Norfolk, geerbt.
Für ebendiesen Horatio Walpole, 4. Baron Walpole (of Walpole) wurde am 10. April 1806 in der Peerage of the United Kingdom in dritter Verleihung der Earlstitel neu geschaffen. Das Earldom erlosch beim Tod seines Ururenkels, des 5. Earls, am 27. September 1931. Die Baronien von 1723 und 1756 fielen indessen an seinen entfernten Verwandten Robert Walpole als 9. Baron Walpole (of Walpole) und 7. Baron Walpole (of Wolterton).

## Liste der Earls of Orford

### Earls of Orford, erste Verleihung (1697)
- Edward Russell, 1. Earl of Orford (1653–1727)

### Earls of Orford, zweite Verleihung (1742)
- Robert Walpole, 1. Earl of Orford (1676–1745)
- Robert Walpole, 2. Earl of Orford (1701–1751)
- George Walpole, 3. Earl of Orford (1730–1791)
- Horace Walpole, 4. Earl of Orford (1717–1797)

### Earls of Orford, dritte Verleihung (1806)
- Horatio Walpole, 1. Earl of Orford (1723–1809)
- Horatio Walpole, 2. Earl of Orford (1752–1822)
- Horatio Walpole, 3. Earl of Orford (1783–1858)
- Horatio Walpole, 4. Earl of Orford (1813–1894)
- Robert Walpole, 5. Earl of Orford (1854–1931)